# Pilota-cosmonauta dell'Unione Sovietica
Il titolo onorifico di pilota cosmonauta dell'Unione Sovietica (in russo: Летчик-космонавт СССР) era un'onorificenza statale dell'Unione Sovietica conferita a tutti i cosmonauti che effettuarono voli per l'agenzia spaziale sovietica. Solitamente accompagnava l'onorificenza di Eroe dell'Unione Sovietica, il titolo più alto che potesse essere concesso a un cittadino sovietico per il compimento di gesta eroiche durante un servizio compiuto per lo stato.

## Storia dell'onorificenza
Il titolo fu istituito per decreto del Presidente del Soviet Supremo il 14 aprile 1961. Fu concesso fino alla dissoluzione dell'Unione Sovietica nel 1991; per la legge della Federazione Russa numero 2555-1 del 20 marzo 1992 fu mantenuto con alcune lievi modifiche e rinominato pilota-cosmonauta della Federazione Russa.

## Statuto del titolo
Il titolo veniva rilasciato dal Presidente del Praesidium del Soviet Supremo dell'Unione Sovietica per l'eccezionale impresa di un volo spaziale. La medaglia andava portata sul lato destro del petto sopra ai vari ordini e decorazioni militari. Se indossato insieme a titoli onorifici della Federazione Russa questi ultimi hanno la precedenza.

## Descrizione
- L'insegna era un pentagono in argento dorato largo 28 mm e alto 23,8 recante al centro l'immagine del globo terrestre con il territorio dell'Unione Sovietica smaltato in rosso. Una stella d'oro denota Mosca come il punto di origine di un percorso orbitale dorato che va in tutto il mondo prima di raggiungere un satellite argentato nella parte superiore sinistra del globo. Un secondo percorso orbitale, questa volta smaltato di rosso, inizia in basso al centro del globo salendo in un restringimento ad arco lungo la strada per raggiungere una navicella dorata sopra il globo. Lungo il bordo sinistro superiore del pentagono, sopra il globo, vi è la scritta dorata "PILOTA" (russo: ЛЕТЧИК), lungo il bordo superiore destro del pentagono sopra il globo, vi è la scritta dorata "COSMONAUTA" (russo: КОСМОНАВТ), lungo il bordo inferiore del pentagono sotto il globo, vi è la scritta dorata "URSS" (russo: CCCP); lungo i bordi sinistro e destro inferiore del pentagono, vi sono rami di alloro dorati. Sul rovescio dell'insegna vi era il numero di serie.[1]
- La medaglia era assicurata ad una montatura russa standard di forma quadrata tramite un anello direttamente all'occhiello di sospensione. Era assicurata all'uniforme con un perno filettato e un dado dietro alla montatura, che era coperta da un nastro rosso di seta.[1]

## Insigniti
1. Jurij Gagarin (1961)
2. German Stepanovič Titov (1961)
3. Andrijan Grigor'evič Nikolaev (1962)
4. Pavel Romanovič Popovič (1962)
5. Valerij Fëdorovič Bykovskij (1963)
6. Valentina Vladimirovna Tereškova (1963)
7. Boris Borisovič Egorov (1964)
8. Vladimir Michajlovič Komarov (1964)
9. Konstantin Petrovič Feoktistov (1964)
10. Pavel Ivanovič Beljaev (1965)
11. Aleksej Archipovič Leonov (1965)
12. Georgij Timofeevič Beregovoj (1968)
13. Vladislav Nikolaevič Volkov (1969)
14. Boris Valentinovič Volynov (1969)
15. Viktor Vasil'evič Gorbatko (1969)
16. Aleksej Stanislavovič Eliseev (1969)
17. Valerij Nikolaevič Kubasov (1969)
18. Anatolij Vasil'evič Filipčenko (1969)
19. Evgenij Vasil'evič Chrunov (1969)
20. Vladimir Aleksandrovič Šatalov (1969)
21. Georgij Stepanovič Šonin (1969)
22. Vitalij Ivanovič Sevast'janov (1970)
23. Nikolaj Nikolaevič Rukavišnikov (1971)
24. Georgij Timofeevič Dobrovol'skij (1971, postumo)
25. Viktor Ivanovič Pacaev (1971, postumo)
26. Pëtr Klimuk (1973)
27. Vasilij Grigor'evič Lazarev (1973)
28. Valentin Lebedev (1973)
29. Oleg Makarov (1973)
30. Jurij Petrovič Artjuchin (1974)
31. Lev Stepanovič Dëmin (1974)
32. Gennadij Vasil'evič Sarafanov (1974)
33. Georgij Grečko (1975)
34. Aleksej Aleksandrovič Gubarev (1975)
35. Vladimir Viktorovič Aksënov (1976)
36. Vitalij Michajlovyč Žolobov (1976)
37. Vjačeslav Dmitrievič Zudov (1976)
38. Valerij Il'ič Roždestvenskij (1976)
39. Jurij Nikolaevič Glazkov (1977)
40. Uladzimir Kavalënak (1977)
41. Valerij Rjumin (1977)
42. Vladimir Džanibekov (1978)
43. Aleksandr Sergeevič Ivančenkov (1978)
44. Jurij Romanenko (1978)
45. Vladimir Afanas'evič Ljachov (1979)
46. Leonid Denisovič Kizim (1980)
47. Jurij Vasil'evič Malyšev (1980)
48. Leonid Popov (1980)
49. Gennadij Michajlovič Strekalov (1980)
50. Viktor Savinych (1981)
51. Anatolij Nikolaevič Berezovoj (1982)
52. Svetlana Evgen'evna Savickaja (1982)
53. Aleksandr Aleksandrovič Serebrov (1982)
54. Aleksandr Aleksandrovič Volkov (1983)
55. Vladimir Titov (1983)
56. Oleg Jur'evič At'kov (1984)
57. Igor' Petrovič Volk (1984)
58. Vladimir Alekseevič Solovëv (1984)
59. Vladimir Vladimirovič Vasjutin (1985)
60. Aleksandr Aleksandrovič Volkov (1985)
61. Aleksandr Stepanovič Viktorenko (1987)
62. Aleksandr Ivanovič Lavejkin (1987)
63. Anatolij Semenovič Levčenko (1987)
64. Musa Chiramanovič Manarov (1988)
65. Anatolij Jakovlevič Solov'ëv (1988)
66. Sergej Konstantinovič Krikalëv (1989)
67. Valerij Vladimirovič Poljakov (1989)
68. Aleksandr Nikolaevič Balandin (1990)
69. Anatolij Pavlovič Arcebarskij (1991)
70. Toqtar Oñğarbayulı Äwbäkirov (1991)
71. Viktor Michajlovič Afanas'ev (1991)
72. Gennadij Michajlovič Manakov (1991)